# Gran Premio de Checoslovaquia de Motociclismo de 1981
El Gran Premio de Checoslovaquia de Motociclismo de 1981 fue la decimocuarta prueba de la temporada 1981 del Campeonato Mundial de Motociclismo. El Gran Premio se disputó el 30 de agosto de 1981 en el Circuito de Brno.

## Resultados 350cc
Victoria del piloto alemán Anton Mang, que dominó sin problemas. El francés Jean-François Baldé fue segundo pero no le pudo quitar el subcampeoanto al sudafricano , decimocuarto en este Gran premio, cuando queda una prueba para finalizar la temporada.
| Pos. | Piloto              | Equipo   | Tiempo    | Pts. |
| ---- | ------------------- | -------- | --------- | ---- |
| 1    | Anton Mang          | Kawasaki | 48:42.770 | 15   |
| 2    | Jean-François Baldé | Kawasaki | +1:23.950 | 12   |
| 3    | Gustav Reiner       | Yamaha   | +1:39.490 | 10   |
| 4    | Wolfgang von Muralt | Yamaha   | +1:42.290 | 8    |
| 5    | Jacques Cornu       | Yamaha   | +1:43.460 | 6    |
| 6    | Mar Schouten        | Yamaha   | +1:44.060 | 5    |
| 7    | Reino Eskelinen     | Yamaha   | +1:44.700 | 4    |
| 8    | Martin Wimmer       | Yamaha   | +1:48.020 | 3    |
| 9    | René Delaby         | Yamaha   | +1:48.020 | 2    |
| 10   | Paolo Ferretti      | Yamaha   | +1:51.200 | 1    |
| 11   | Tony Head           | Yamaha   | +2:01.620 |      |
| 12   | Graeme Geddes       | Yamaha   | +2:26.260 |      |
| 13   | Attilio Riondato    | Yamaha   | +3:26.260 |      |
| 14   | Claude Berger       | Yamaha   | +3:26.700 |      |
| 15   | Roger Sibille       | Yamaha   | +3:27.040 |      |
| 16   | Franz Kaserer       | Yamaha   | +3:35.100 |      |
| 17   | Herbert Hauf        | Yamaha   | +3:59.170 |      |
| 18   | Rinus van Kasteren  | Yamaha   | +4:23.620 |      |
| 19   | Nedy Crotta         | Yamaha   | +1 Vuelta |      |
| 20   | Árpád Juhos         | Yamaha   | +1 Vuelta |      |
| Ret  | Patrick Fernandez   | Yamaha   | Ret       |      |
| Ret  | Didier de Radiguès  | Yamaha   | Ret       |      |
| Ret  | Walter Villa        | Yamaha   | Ret       |      |
| Ret  | Edwin Weibel        | Yamaha   | Ret       |      |
| Ret  | Bohumil Stasa       | Yamaha   | Ret       |      |
| Ret  | Steve Williams      | Yamaha   | Ret       |      |
| Ret  | Siegfried Minich    | Bartol   | Ret       |      |
| Ret  | Walter Hoffmann     | Yamaha   | Ret       |      |
| Ret  | Eero Hyvärinen      | Yamaha   | Ret       |      |
| Ret  | Pierre Bolle        | Yamaha   | Ret       |      |
| Ret  | Frédérigue Duval    | Yamaha   | Ret       |      |
| Ret  | Bruno Kneubühler    | Yamaha   | Ret       |      |
| Ret  | Pekka Nurmi         | Yamaha   | Ret       |      |
| Ret  | Herbert Hauf        | FKN      | Ret       |      |
| Ret  | Peter Baláž         | Yamaha   | Ret       |      |

## Resultados 250cc
En el cuarto de litro, victoria del alemán Anton Mang que también se impuso en esta categoría. El suizo Roland Freymond y el francés Jean-Louis Tournadre, tercero, no tuvieron ninguna opción ante el campeón del mundo.
| Pos. | Piloto                 | Moto       | Tiempo    | Pts. |
| ---- | ---------------------- | ---------- | --------- | ---- |
| 1    | Anton Mang             | Kawasaki   | 42:43.250 | 15   |
| 2    | Roland Freymond        | Yamaha     | +26.240   | 12   |
| 3    | Jean-Louis Tournadre   | Yamaha     | +29.350   | 10   |
| 4    | Didier de Radiguès     | Yamaha     | +29.900   | 8    |
| 5    | Roger Sibille          | Yamaha     | +40.200   | 6    |
| 6    | Paolo Ferretti         | Yamaha     | +40.650   | 5    |
| 7    | Jean-Louis Guignabodet | Kawasaki   | +40.960   | 4    |
| 8    | Martin Wimmer          | Yamaha     | +49.520   | 3    |
| 9    | Jean-François Baldé    | Kawasaki   | +49.910   | 2    |
| 10   | Siegfried Minich       | Yamaha     | +1:12.180 | 1    |
| 11   | Bruno Kneubühler       | Rotax      | +1:13.850 |      |
| 12   | Franco Marchegiani     | Yamaha     | +1:14.250 |      |
| 13   | Jacques Cornu          | Yamaha     | +1:29.310 |      |
| 14   | Guy Batesti            | Yamaha     | +1:31.910 |      |
| 15   | André Gouin            | Yamaha     | +1:37.860 |      |
| 16   | Manfred Obinger        | Yamaha     | +1:38.250 |      |
| 17   | Karl-Thomas Grässel    | Yamaha     | +1:38.940 |      |
| 18   | Pierre Tocco           | Yamaha     | +1:39.150 |      |
| 19   | Walter Villa           | Yamaha     | +2:00.490 |      |
| 20   | Pier Paolo Bianchi     | MBA        | +2:00.750 |      |
| 21   | Jean-Jacques Peyre     | Yamaha     | +2:12.240 |      |
| 22   | August Auinger         | Rotax      | +2:13.570 |      |
| 23   | Gerhard Singer         | Yamaha     | +2:40.560 |      |
| 24   | Eero Hyvärinen         | Yamaha     | +2:41.280 |      |
| 25   | Graeme Geddes          | Yamaha     | +2:56.840 |      |
| 26   | Bohumil Stasa          | Yamaha     | +2:56.840 |      |
| 27   | Steve Williams         | Yamaha     | +3:24.650 |      |
| 28   | Peter Baláž            | Yamaha     | +3:26.870 |      |
| Ret  | Frédérigue Duval       | Yamaha     | Ret       |      |
| Ret  | Richard Schlachter     | Yamaha     | Ret       |      |
| Ret  | Hervé Guilleux         | Siroko     | Ret       |      |
| Ret  | Jean-Marc Toffolo      | Armstrong  | Ret       |      |
| Ret  | Bruno Lüscher          | Yamaha     | Ret       |      |
| Ret  | Patrick Fernandez      | Yamaha     | Ret       |      |
| Ret  | Pekka Nurmi            | Yamaha     | Ret       |      |
| Ret  | Alain Beraud           | Yamaha     | Ret       |      |
| Ret  | Jacques Bolle          | Yamaha     | Ret       |      |
| Ret  | Loris Reggiani         | Yamaha     | Ret       |      |
| Ret  | Herbert Hauf           | FKN        | Ret       |      |
| DNQ  | Paolo Pileri           | Morbidelli | DNQ       |      |
| DNQ  | Edi Stöllinger         | Kawasaki   | DNQ       |      |

## Resultados 50cc
Última prueba de 50 de la temporada, estaba ausente el vigente campeón el español Ricardo Tormo pero igualmente la victoria se lo llevó una Bultaco: la del holandés Theo Timmer que, de esta manera, se llevó el subcampeonato del mundo por delante del suizo Stefan Dörflinger.
| Pos. | Piloto              | Moto       | Tiempo    | Pts. |
| ---- | ------------------- | ---------- | --------- | ---- |
| 1    | Theo Timmer         | Bultaco    | 38:40.140 | 15   |
| 2    | Giuseppe Ascareggi  | Minarelli  | +12.090   | 12   |
| 3    | Reiner Kunz         | Kreidler   | +25.000   | 10   |
| 4    | Hagen Klein         | Kreidler   | +26.560   | 8    |
| 5    | Hans-Jürgen Hummel  | Sachs      | +39.050   | 6    |
| 6    | Rolf Blatter        | Kreidler   | +57.880   | 5    |
| 7    | Claudio Lusuardi    | Moto Villa | +1:31.350 | 4    |
| 8    | George Looijesteijn | Kreidler   | +1:44.770 | 3    |
| 9    | Günter Schirnhofer  | Kreidler   | +1:49.590 | 2    |
| 10   | Kasimir Rapczynski  | Kreidler   | +1:49.970 | 1    |
| 11   | Reiner Scheidhauer  | Kreidler   | +2:09.070 |      |
| 12   | Jos van Dongen      | Kreidler   | +2:09.390 |      |
| 13   | Yves Dupont         | Kreidler   | +2:10.610 |      |
| 14   | Zbyněk Havrda       | Kreidler   | +2:41.870 |      |
| 15   | Klaus Kull          | Kreidler   | +3:19.490 |      |
| 16   | Reiner Koster       | Kreidler   | +3:43.630 |      |
| 17   | Chris Baert         | Kreidler   | +1 Vuelta |      |
| 18   | Zbynek Havdra Jr.   | Kreidler   | +1 Vuelta |      |
| 19   | Henk van Kessel     | Kreidler   | +1 Vuelta |      |
| 20   | Mika-Sakari Kumo    | Kreidler   | +1 Vuelta |      |
| 21   | Dirk van der Donckt | Kreidler   | +1 Vuelta |      |
| 22   | Bedřich Fendrich    | Juventa    | +1 Vuelta |      |
| Ret  | Stefan Dörflinger   | Kreidler   | Ret       |      |
| Ret  | Otto Machinek       | Kreidler   | Ret       |      |
| Ret  | Jiři Safránek       | Kreidler   | Ret       |      |
| Ret  | Gerhard Singer      | Kreidler   | Ret       |      |
| Ret  | Michel de Poligny   | Kreidler   | Ret       |      |
| Ret  | Ramón Galí          | Kreidler   | Ret       |      |
| Ret  | Joe Genoud          | RYB        | Ret       |      |
| Ret  | Thomas Engl         | PCR        | Ret       |      |
| Ret  | Hans Spaan          | Kreidler   | Ret       |      |